# Bocula calthula
Bocula calthula är en fjärilsart som beskrevs av Swinhoe 1906. Bocula calthula ingår i släktet Bocula och familjen nattflyn. Inga underarter finns listade i Catalogue of Life.